# 무로촌 (나라현)
무로촌(室生村)은 나라현 북동부에 존재했던 우다군의 정이다.
2006년 1월 1일에 오우다정, 하이바라정, 우타노정과 합병해 우다시가 성립해, 2011년 3월까지 우다시의 지역자치구인 무로구가 존재하였다.

## 지리
- 산림이 촌의 면적의 대부분을 차지하는 산촌이다. (지목 별면적비율 산림 81.7% 논 9.0% 밭 4.1% 택지 1.8% 그 외 3.4%)
- 연평균 기온 14℃ 연간 강우량 1,200~1,700mm 겨울철에는 20~30cm 적설하기도 한다.내륙성 기후로 밤낮 계절에 따른 기온 차이는 현저하다.
- 긴키 닛폰 철도 오사카선이 통하고 있으며, 무로초 오노역에서 오사카시의 터미널까지 약 1시간에 연결되어 있으나 대규모 신흥 주택지의 조성은 이루어지지 않고 있다.
- 인구 6,306명 중 700명 남짓이 현외로 통근, 통학하고 있는 것으로 추정되며 1,100명 남짓이 무로촌 이외의 나라 현내 시정촌으로 통근, 통학하고 있는 것으로 추정된다. 무로촌 밖에서 무로촌 내로 통근했었다, 통학하는 인구는 약 900명이다. (2000년 국제조사에 의함)
- 오아자 오노, 오아자 산본마쓰 2지구에 마을 인구의 38.9%가 집중되어 있다. (2001년 주민기본대장에 의함)

## 역사
- 1889년 4월 1일 - 정촌제 시행과 함께 5개촌 구역을 확대해 무로촌이 성립하였다.
- 1954년 10월 1일 - 오아자 야마가스가 소니촌에 편입하였다.
- 1955년 2월 11일  - 산본마쓰촌, 야마베군 히가시사토촌과 합병해 새로운 무로촌이 성립하였다.
- 2006년 1월 1일 - 오우다정, 하이바라정, 우타노정과 합병해 우다시가 성립하였다. 동일 무로촌은 폐지되었다.

## 교통

### 철도
- 긴키 닛폰 철도
  - 오사카선
    - (← 무로구치오노역 - 산본마쓰역 →)

### 도로
- 국도 제165호선 (일본)(일본어판)
- 국도 제166호선 (일본)(일본어판)